# Always (låt av Pebbles)
Always är en låt framförd av den amerikanska låtskrivaren, producenten och sångerskan Pebbles, inspelad till hennes andra studioalbum samma namn (1990).

## Bakgrund och utgivning
MCA planerade ursprungligen att ge ut albumspåret "Say a Prayer For Me" som albumets fjärde singel men då "Always" redan var populär på amerikansk R&B-radio valdes den istället.

## Kommersiell respons
Sista veckan i juni månad 1991 rapporterade Billboard att låten var en av de mest spelade på amerikanska R&B-radiostationer. Den klättrade på R&B-listan under sommaren och nådde till sist plats 13. Trots att låten inte nådde topp-tio så uppehöll den sig lika länge på topplistan som Pebbles tidigare singlar från albumet och blev en radiohit.

## Topplistor

### Veckolistor
| Lista (1991)                      | Topplacering |
| --------------------------------- | ------------ |
| USA Hot Black Singles (Billboard) | 13           |